# Rực rỡ Thăng Long 2025
Rực rỡ Thăng Long 2025 (tiếng Anh: Glamour Thang Long 2025) là một sự kiện văn hóa được tổ chức bởi Ủy ban nhân dân thành phố Hà Nội để chào mừng Tết Nguyên Đán Ất Tỵ 2025. Chương trình diễn ra vào lúc 21:00 (GMT+07:00) ngày 28 tháng 1 năm 2025 (giao thừa 29 Tết), được quảng bá sẽ bao gồm các tiết mục nghệ thuật tầm cỡ quốc tế, tiết mục bắn pháo hoa cùng màn trình diễn drone hỏa thuật lớn nhất thế giới được tổ chức Kỷ lục Thế giới Guinness ghi nhận.
Toàn bộ buổi biểu diễn drone sẽ chiếu trực tiếp trên sóng Đài Truyền hình Hà Nội và chiếu một phần trong chương trình đêm giao thừa của Đài Truyền hình Việt Nam. Ước tính ít nhất 1 triệu người cũng sẽ đến xem trực tiếp. Theo báo Người Lao Động, tin tức về sự kiện đã xuất hiện trên hơn 1000 trang báo chí, thông tấn lớn nhỏ khác nhau khắp thế giới, trong đó có Reuters, Associated Press...
Vào đêm tổng duyệt cuối ngày 26 tháng 1 năm 2025 ở quảng trường Mỹ Đình, tổng cộng 2025 chiếc drone bay trên bầu trời, cộng với 95 drone phun lửa – tượng trưng cho 95 năm thành lập Đảng Cộng sản Việt Nam – đã gặp lỗi và rơi xuống khuôn viên trường đua F1 sau vài phút trình diễn, tạo thành một đám cháy lớn trên sân cỏ. Đám cháy nhanh chóng được dập tắt và không có thiệt hại về người. Tuy nhiên phần biểu diễn drone đã bị hủy bỏ ngay lập tức còn chương trình vẫn tổ chức theo kế hoạch.